# 巴彦查干县 (巴彦洪戈尔省)
巴彦查干县是蒙古国巴彦洪戈尔省的一个县。
巴彦查干县在1923年之前隶属于扎萨克图汗部的济农王旗（Жонон вангийн хошуу），1923年起划归巴彦温都尔山旗（Баян-Өндөр уулын хошуу）管辖。
根据国家大呼拉尔1931年2月7日的决定，从杭特希尔乌勒省（Хантайшир уулын аймаг）的扎布汗乌拉县（Жавхлант уулын хошуу）中分出成立了戈壁-阿尔泰省（Говь–Алтай аймаг）的巴彦查干县。巴彦查干县在1934年划归扎布汗省，1940年再次划归戈壁-阿尔泰省，并于1942年最终划归巴彦洪戈尔省，成为该省的巴彦查干县。

## 地理位置
巴彦查干县位于乌兰巴托市西南960公里处，距巴彦洪戈尔省省会247公里，按人口数量在省内排名第三，是巴彦洪戈尔省草原地带的中心。
巴彦查干县起初以哈林山德（Харын шанд）、呼伦德勒（Хүрэн дэл）、达兰图鲁（Далан түрүү）等地为中心，在1957年发生地震后，于1958年迁至巴彦布拉格（Баянбулаг）的登吉（дэнж）作为县中心。该县位于蒙古阿尔泰山脉的末端吉其格奈山（Гичгэнэ уул）、戈壁阿尔泰山脉的起点巴彦查干山（Баянцагаан уул）及其支脉、草原和谷地之中，总面积为53万9513公顷，边境线总长约400公里。该县与本省的布查干（Бууцагаан）、巴查干（Баацагаан）、津斯特（Жинст）、巴彦戈壁（Баянговь）、新津斯特（Шинэжинст）、巴彦温都尔（Баян-Өндөр）等县以及戈壁阿尔泰省的昌德曼（Чандмана）县接壤。

## 历史
1990-1992年期间，由达什敦多克（Л. Дашдондог）担任小呼拉尔非常任主席；1992-1996年期间，由苏伦扎布（Х. Сүрэнжав）担任非常任主席。自1996年起，小呼拉尔主席团（ИТХ-ын тэргүүлэгчдийн дарга）成为常设职务，由达什敦道格任主席至2000年。2000年至2004年，由扎丹巴（М. Жадамбаа）担任。现任主席为沙格达尔苏伦（Н. Шагдарсүрэн）。
1974年该县曾清点牲畜，数量达到125998头，为此举行了十万头牲畜庆典，并竖立了带有五种牲畜雕像的荣誉柱以示庆祝。而在其历史上，牲畜数量最多的年份是1998年，曾达到202574头。然而，2002年遭遇突发性自然灾害，导致牲畜存栏数骤降至36000头。
巴彦查干县涌现出以下杰出人物：劳动英雄、牧羊人丹丁·扎纳尔（Дамдины Жанар），功勋合作社员云登·苏伦杜拉姆（Ёндонгийн Сүрэндулам），劳动英雄、建筑工人詹藏·伊什根呼（Жанцангийн Ишгэнхүү），劳动英雄、牧羊人贡布·曼汗（Гомбын Манхан），蒙古国国家摔跤功勋教练吉格米德·哈尔特玛（〔Хүндэт засуул〕Жигмэдийн Халтмаа），蒙古国功勋运动员巴特图勒嘎（Баттулга），医学副博士、副教授乌夫贡·朱格德尔（Өвгөний Жүгдэр）。蒙古国总理贡布扎布·赞丹沙塔尔也生于该县。

## 公共单位
作为地区中心，巴彦查干县拥有县级综合医院（сумын дундын эмнэлэг）、一所十一年制中学以及一个扩展的通信枢纽（холбооны өргөтгөсөн зангилаа）。
该县十一年制中学接收来自周边各县以及戈壁-阿尔泰省（Говь-Алтай аймаг）比格日（Бигэр）县和昌德曼（Чандмань）县的儿童前来就读。学校共有943名学生。
自2002年起，该县综合医院增设了内科（Хүний их эмчийн салбар）科室。
巴彦温都尔（Баянбөндөр）、慈母（Цэцэн-Ээж）、大福（Их буянт）、乌兰布拉格达赖班迪（Улаан булаг Далайбанди）等十余家企业和个体经营者，为当地居民提供面包糕点、商品零售、工匠铁木加工以及兽医服务。